# Gál Ilona
Gál Ilona, teljes nevén Gál Ilona Emma (Budapest, 1912. augusztus 19. – Budapest, 1990. október 29.) vegyész, tanár, a kémiai tudományok kandidátusa (1967). Nagybátyja Haar Alfréd (1885–1933) matematikus, egyetemi tanár.

## Élete
Gál (Goldberger) Sámuel Dezső (1873–1943) ügyvéd és Haar Erzsébet (1881–1959) gyermekeként született zsidó családban. 1932-ben kikeresztelkedett az evangélikus hitre. Tanulmányait a budapesti Pázmány Péter Tudományegyetemen végezte, ahol 1935-ben kémia–biológia szakos tanári diplomát szerzett. Két évvel később fehérje-kémiai tárgykörből megkapta a bölcsészdoktori címet is. 1937 és 1943 között egy gyógyszergyár alkalmazásában állt. A felszabadulást követően előbb polgári iskola tanárként dolgozott, majd 1948-tól 1957-ig esti iskolában tanított. 1951-ben a Fővárosi Vegyészeti és Élelmiszervizsgáló Intézethez került, ahol 1960-tól mint főmérnök működött. 1967. június 14-én védte meg a Néhány hazai növény fitoncidjeinek vizsgálata, különös tekintettel élelmiszeripari felhasználásukra című kandidátusi értekezését. Publikáció magyar és német nyelven jelentek meg.